# Maurice Franck
Pour les articles homonymes, voir Franck.
Maurice Franck, né le 20 avril 1897 dans le 9e arrondissement de Paris et mort le 21 mai 1983 dans le 17e arrondissement, est un compositeur, chef d’orchestre  et professeur de musique français.

## Biographie
Maurice Franck est l’un des fils de Jules Franck, harpiste soliste à l’Opéra de Paris, et de Clémence Braun, une bonne pianiste amateur. Il a épousé Marcelle Horvilleur, également musicienne. Parmi ses cousines figurent Geneviève Zadoc-Kahn, régisseuse des concerts Musigrains, et Suzanne Braun, ophtalmologiste et épouse de Louis Vallon. Son cousin Jean Braun était l'époux de Madeleine Braun, première femme vice-présidente de l'Assemblée nationale.
Franck fait ses études au Conservatoire de Paris avec Marcel Samuel-Rousseau et Paul Vidal. Il participe cinq fois au Prix de Rome, où il gagne en 1926 le premier Second Grand Prix avec sa cantate L’autre Mère.
À partir de 1937, il dirige une classe d’harmonie au Conservatoire de Paris. Plus tard, il devient président de l’association des anciens élèves du Conservatoire. Parallèlement, il enseigne aux Studios Pleyel, au Lycée la Fontaine ainsi qu’à l’Institut Beethoven fondé par  Hélène Amiot, au côté d’autres pédagogues comme Noël Gallon, Maurice Hewitt, Georges Jouatte, André-Lévy, René Maillard, René Leroy, Auguste Le Guennant et René Saorgin.
Au début de la guerre, Maurice Franck a été fait prisonnier et envoyé dans un Oflag. Il a été libéré le 14 août 1941, mais de retour à Paris, il est de nouveau arrêté le 12 décembre 1941 à Paris, lors de la "rafle des intellectuels Juifs" et interné au Camp de Royallieu à Compiègne. Il y a dirigé un petit chœur amateur. Il est rapidement libéré, grâce à l'action de sa deuxième femme, Marcelle Horvilleur, également musicienne (qu'il avait récemment épousée le 6 septembre 1941 à Paris XVIIe), et à l'aide de certains milieux artistiques, dont Henri Rabaud qui a fait valoir son engagement volontaire lors de la première guerre mondiale, et ses décorations de la Croix de Guerre et de la Légion d'Honneur.
À partir de 1946, il est chef d’orchestre à l’Opéra de Paris. En tant que compositeur, il est surtout connu pour ses œuvres de musique de chambre, et a aussi écrit quelques œuvres de pédagogie musicale.

## Œuvres
- Musique du film La merveilleuse tragédie de Lourdes (Réalisateur : Henri Fabert), 1933
- Trio d’anches pour hautbois, clarinette et basson, 1937
- Psaume XXVIII, créé en 1945 par les Concerts Colonne
- Trois mélodies pour chant et piano, 1951
- Musique du film Que serais-je sans elle, 1951
- Musique du film Dolorès et le joli cœur (Réalisateur : Georges Chaperot), 1951
- Quatre mélodies, créé en 1957 par Suzanne Juyol
- Psaume XXVI pour quatre voix mixtes a cappella, 1955
- Thème et variations pour alto et orchestre, 1957
- Fanfare, Andante et Allegro pour trombone et piano, 1958
- Suite pour harpe, 1959
- Deuxième Trio d’anches pour hautbois, clarinette et basson, 1960
- Grambrinus, Opéra-bouffe en 2 actes et 6 tableaux (1961)
- Suite pour alto et orchestre, 1965
- Prélude, arioso et rondo pour Saxhorn, trombone basse ou tuba et piano, 1969
- Prière pour hautbois et piano, 1984
- Atalante, opéra-bouffe

## Œuvres d’enseignement musical
- Vingt-huit leçons de solfège, 1951
- Quinze leçons de solfège à sept clés, 1964